# Малахова (Ирбитское муниципальное образование)
Малахова — деревня в Свердловской области России, входит в Ирбитское муниципальное образование.

## Географическое положение
Деревня Малахова муниципального образования «Ирбитское муниципальное образование» расположена в 22 километрах (по автотрассе в 24 километрах) к востоку-юго-востоку от города Ирбит, на правом берегу реки Кирга (правого приток реки Ница). Через деревню проходит автотрасса Ирбит – Байкалово.

## Население
| 2002 | 2010 | 2021 |
| ---- | ---- | ---- |
| 77   | ↘69  | ↘49  |